# Портрет Фёдора Васильевича Сазонова
«Портрет Фёдора Васильевича Сазонова» — картина Джорджа Доу и его мастерской из Военной галереи Зимнего дворца, с авторским повторением из собрания Государственного музея изобразительных искусств Республики Татарстан.
Картина представляет собой погрудный портрет генерал-майора Фёдора Васильевича Сазонова из состава Военной галереи Зимнего дворца.
К началу Отечественной войны 1812 года полковник Сазонов был шефом 40-го егерского полка; в Бородинском бою его полк был почти полностью уничтожен, сам Сазонов тяжело ранен, после чего он вместе с полком убыл в Нижний Новгород на переформирование. Вернулся к действующей армии в конце лета 1813 года, отличился при осаде Модлина и далее сражался в Пруссии, Саксонии и на Рейне, за боевые отличия произведён в генерал-майоры.
Изображён в генеральском мундире 40-го егерского полка старого образца (с двумя рядами пуговиц), с цифрами 24 на эполетах, обозначающими принадлежность полка к 24-й пехотной дивизии. На шее крест ордена Св. Анны 2-й степени с алмазами; справа на груди крест ордена Св. Владимира 4-й степени с бантом и серебряная медаль «В память Отечественной войны 1812 года» на Андреевской ленте. Справа на фоне ниже эполета подпись художника и дата (в две строки): Geo Dawe R. A. Pinxt 1825 ad vivum. Подпись на раме с ошибкой в фамилии: Ѳ. В. Созоновъ 2й, Генералъ Маiоръ. Поскольку Сазонов в 1816 году вышел в отставку, то он носил именно такой мундир, однако эполеты изображены образца середины 1820-х годов, каковых он носить, как отставной, не имел права.
7 августа 1820 года Сазонов был включён в список «генералов, заслуживающих быть написанными в галерею» и 19 мая 1822 года император Александр I приказал написать его портрет. Гонорар Доу был выплачен 24 марта 1825 года. Как следует из авторской подписи на картине, портрет был написан «в живую» (ad vivum). Готовый портрет был принят в Эрмитаж 7 сентября 1825 года.
В собрании Государственного музея изобразительных искусств Республики Татарстан в Казани имеется авторское повторение галерейного портрета, незначительно отличающееся от галерейного портрета размерами и расположением авторской подписи в четыре строки (холст, масло, 70 × 59 см, инвентарный № Ж-16). История его создания не установлена.
В 1849 году в мастерской К. Края по рисунку И. А. Клюквина с портрета была сделана датированная литография, опубликованная в книге «Император Александр I и его сподвижники» и впоследствии неоднократно репродуцированная. На этой литографии у Сазонова вместо нагрудного креста ордена Св. Владимира 4-й степени с бантом изображён крест ордена Св. Георгия 4-го класса, которого он в действительности не имел.

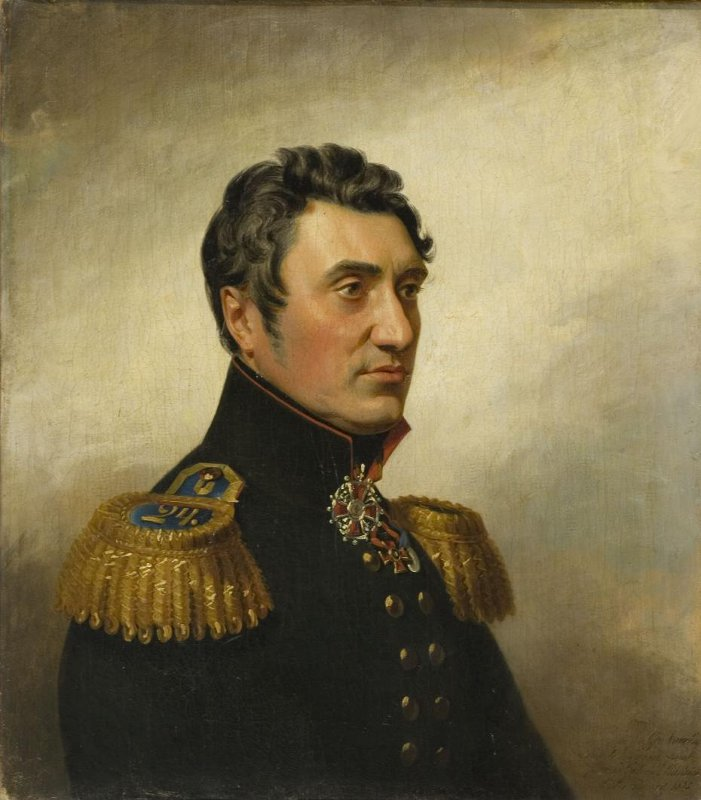
Вариант портрета из Казани
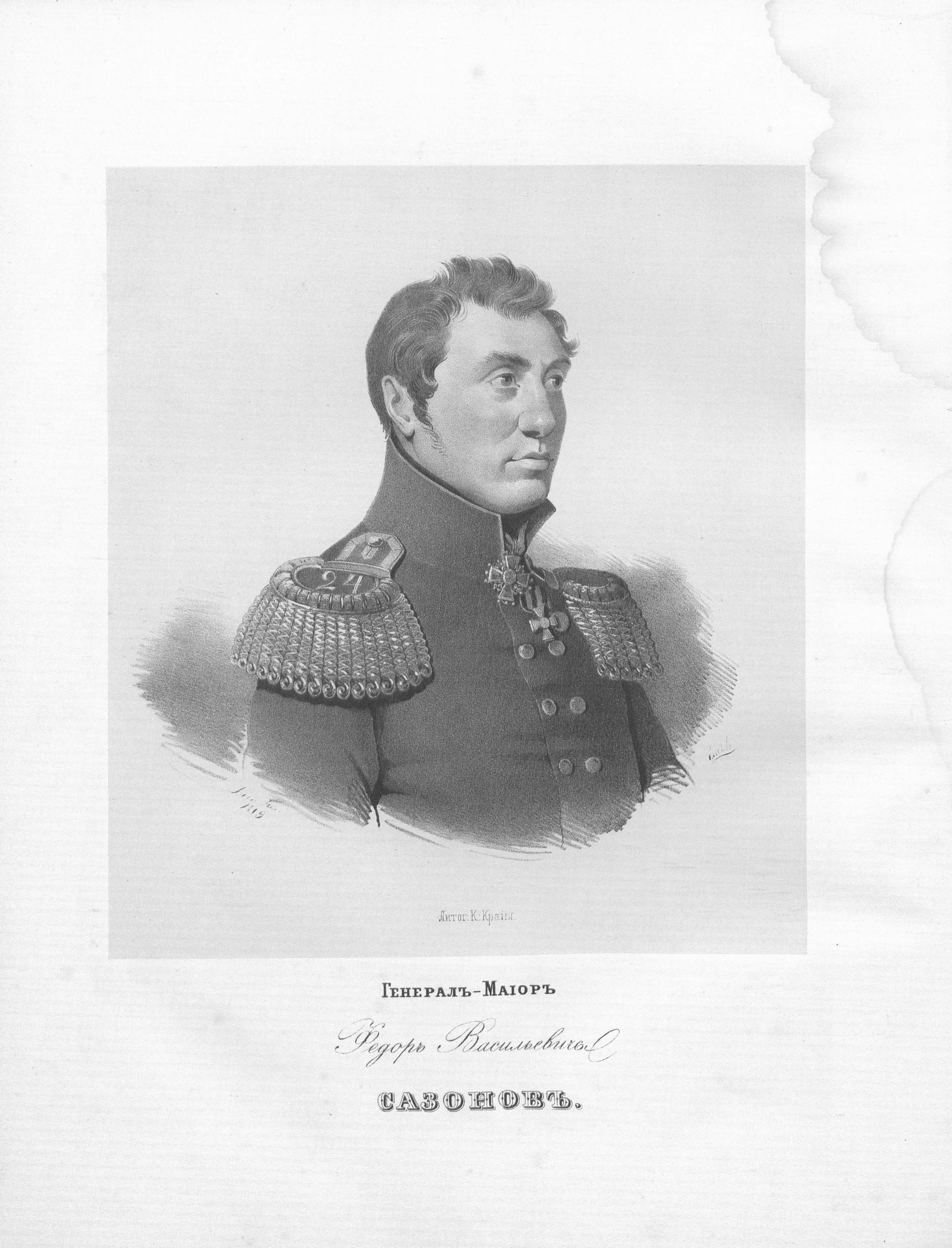
Литография Края по рисунку Клюквина с ошибочным изображением ордена Св. Георгия 4-го класса